# Coptodera chaudoiri
Coptodera chaudoiri es una especie de escarabajo del género Coptodera, familia Carabidae. Fue descrita científicamente por Andrewes en 1919.
Habita en China, Japón, Taiwán, Sri Lanka, India, Birmania, Laos, Indonesia y Filipinas.